# Sabah Al-Khalid Al-Sabah
Sabah Al Khalid Al Sabah (3 de março de 1953) é um diplomata e político do Kuwait, que tem assumido postos em diferentes ministérios, desde 2006 até a sua nomeação para Primeiro-Ministro do país, em 2019. Além disso, é membro sênior da família reinante do Kuwait, a casa de Al-Sabah.
Ele é filho de Khalid bin Hamad Al Sabah e Mouza bint Ahmad Al Sabah, filha de Ahmad bin Jabir Al Sabah, que foi o governante do Kuwait de 1921 a 1950. Ele é irmão de Mohammad Al Khalid Al Sabah, vice-primeiro-ministro e ministro do interior do Kuwait. Seu outro irmão Ahmad Al Khalid Al Sabah é um ex-vice-primeiro-ministro e ministro da Defesa.
Ele é bacharel em ciências políticas pela Universidade do Kuwait em 1977.